# Ricardo Lopes Pereira
Ricardo Lopes Pereira hay đơn giản Ricardo Lopes (sinh ngày 28 tháng 10 năm 1990 ở Nova Rosalandia), là một cầu thủ bóng đá Brasil thi đấu ở vị trí tiền đạo cho Jeonbuk Hyundai.

## Danh hiệu
Jeonbuk Hyundai Motors
- Giải vô địch bóng đá các câu lạc bộ châu Á Vô địch: 2016